# Chlorida costata
Chlorida costata là một loài bọ cánh cứng trong họ Cerambycidae.